# New Canaan (Connecticut)
New Canaan è un comune di 19.984 abitanti degli Stati Uniti d'America, situato nella Contea di Fairfield nello Stato del Connecticut.

## Storia
A New Canaan sorge la Glass House, una casa monofamiliare progettata nel 1949 dall'architetto Philip Johnson; l'edificio fa parte dei National Historic Landmark degli Stati Uniti d'America.
A New Canaan venne fondato nel 1952 il primo laboratorio elettronico della Olivetti, diretto da Michele Canepa.

## Infrastrutture e trasporti
La città è servita dalla linea New Haven del servizio ferroviario suburbano Metro-North Railroad.